# هیشپ راتپ دوم
هیشپ راتپ دوم جانشین سارگن و نهمین شاه اوان بود. معنای این نام ممکن است «هشت نامدار» باشد. اگر تعبیر نویسندهٔ کتاب درست باشد، نام او به هشت نیای شاهانهٔ هیشپ راتپ اشاره می‌کند. هنوز ریموش، پسر سارگون بر جای پدر ننشسته بود که هیشپ راتپ، شاه ایلام و اَبَلگَمَش شاه ورهشی از فرصت سود جستند و برای رهایی از سلطه سارگونی‌ها هم‌پیمان شدند. شاه ریموش، پیش از تنبیه یاغیان کوهستان، ابتدا شورش‌های دشت‌های بین‌النهرین را خواباند و پس از گشودن دِیر (بدرهٔ امروزی در عراق) در حدود سال ۲۳۱۲ پیش از میلاد از همان راه دشواری که پدرش سارگون استفاده کرده‌بود به پشت کوه وارد شد و تا درهٔ کرخه نفوذ کرد. متحدان شکست خوردند و در پایین دره تا دشت شوش تحت تعقیب قرار گرفتند. نبرد دوم میان شوش و اوان روی داد؛ در کنار رود کبنیت که شاید بتوان آن را با بالا رود یکی از شاخه‌های دز یکی دانست، رخ داد. از سرنوشت هیشپ راتپ اطلاعاتی در دست نیست؛ ظاهراً او نجات یافت، اما ریموش سرزمینش را به سختی ویران و غارت کرد. امروز هم جام‌هایی از نیپور و اور به دست آمده‌اند که این غارت را تأیید می‌کند.

## دین
دین در ایلام به خصوص نزد شاهان که خود را جانشینان خدا بر روی زمین می‌دانستند، از اهمیت ویژه‌ای برخوردار بود و احترام به زنانگی و تقدیس مار که ریشه در جادو داشت از ویژگی‌های دین ایلامی بود که پادشاهان از جمله هیشپ راتپ دوم به آن پایبند بودند.